# Daresbury (Haus)
Koordinaten: 43° 31′ 18,1″ S, 172° 36′ 19,8″ O

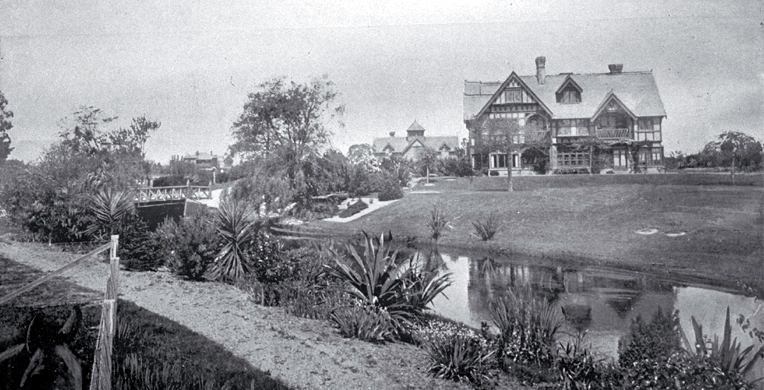
Daresbury Rookery, 1902

Daresbury, früher bekannt als Daresbury Rookery ist ein Herrenhaus im Stil des Arts and Crafts Movement zwischen Fendalton Road und Daresbury Lane in Fendalton, Christchurch in Neuseeland. Es gilt als eine der besten Arbeiten des Architekten Samuel Hurst Seager.

## Geschichte
Daresbury wurde von Samuel Hurst Seager für den Wein- und Branntweinhändler George Humphreys entworfen. Das Haus wurde zwischen 1897 und 1901 erbaut. Es gilt als eines der besten großen Häuser Seagers. Ursprünglich stand das Haus auf einem zehn Hektar großen Grundstück, das von Land der Familie Deans aus Riccarton abgetrennt wurde. Es wurde bis 1910 erweitert, als es 50 Räume umfasste und fünf Bedienstete in ihm wohnten.
Jane Deans pflanzte 1862 auf dem Grundstück 100 Blue Gums. Saatkrähen, englisch rook nisteten in diesen Bäumen, woraus der Name Daresbury Rookery resultiert. Doch in den 1930er Jahren wurden die Bäume von Erzwespen befallen, weswegen die Vögel verschwanden. Ein Schneesturm fügte dem Baumbestand 1945 weiteren Schaden zu. Der letzte Gummibaum wurde 1952 gefällt.
Zwischen 1940 und 1950 war Daresbury die offizielle Residenz des Generalgouverneur. Im Laufe der Zeit wurde das Grundstück aufgeteilt, und 1954 wurden 20 Parzellen als Baugrundstücke verkauft. Heute hat das zum Haus gehörende Grundstück noch eine Fläche von rund 0,91 Hektar (9100 Quadratmeter).
Das Gebäude wurde am 2. April 1985 vom New Zealand Historic Places Trust unter der laufenden Nummer 3659 als Klasse A als denkmalgeschützt registriert. Nach der Änderung des Klassifizierungssystems wurde das Bauwerk später  zu einem Historic Place in der Kategorie I.
Das Anwesen war bis 1985 im Familienbesitz. Später gehörte es Libby und Denver Glass, die es später verkaufen mussten, schließlich 2008 in einer Zwangsversteigerung von den Bauunternehmern Dennis Thompson and Sharon Bartlett zurückkauften.
Das Ehepaar Glass ließen das Gebäude verstärken gegen die Auswirkungen von Erdbeben, doch beim Darfield-Erdbeben von 2010 stürzte einer der sechs großen Schornsteine ein und durchschlug das Dach. Die verbleibenden Schornsteine wurden mit einem Kran heruntergenommen.

## Architektur und Auszeichnungen
Daresbury ist ein Beispiel für den Stil des English Domestic Revival, der auch als Arts and Crafts Movement bekannt ist. Es ist aus Backsteinen gemauert, und die oberen Stockwerke weisen Holzfachwerk auf.
1932 gewann die Gartenanlage des Hauses einen Wettbewerb der Christchurch Horticultural Society. 2010 wurde das Anwesen für die Restaurierung und Erneuerung mit dem Supreme Award vom Christchurch Civic Trust ausgezeichnet. Die Verleihungszeremonie fand am 30. November statt, also einige Wochen nachdem Daresbury durch das Canterbury-Erdbeben am 4. September 2010 deutlich beschädigt wurde.

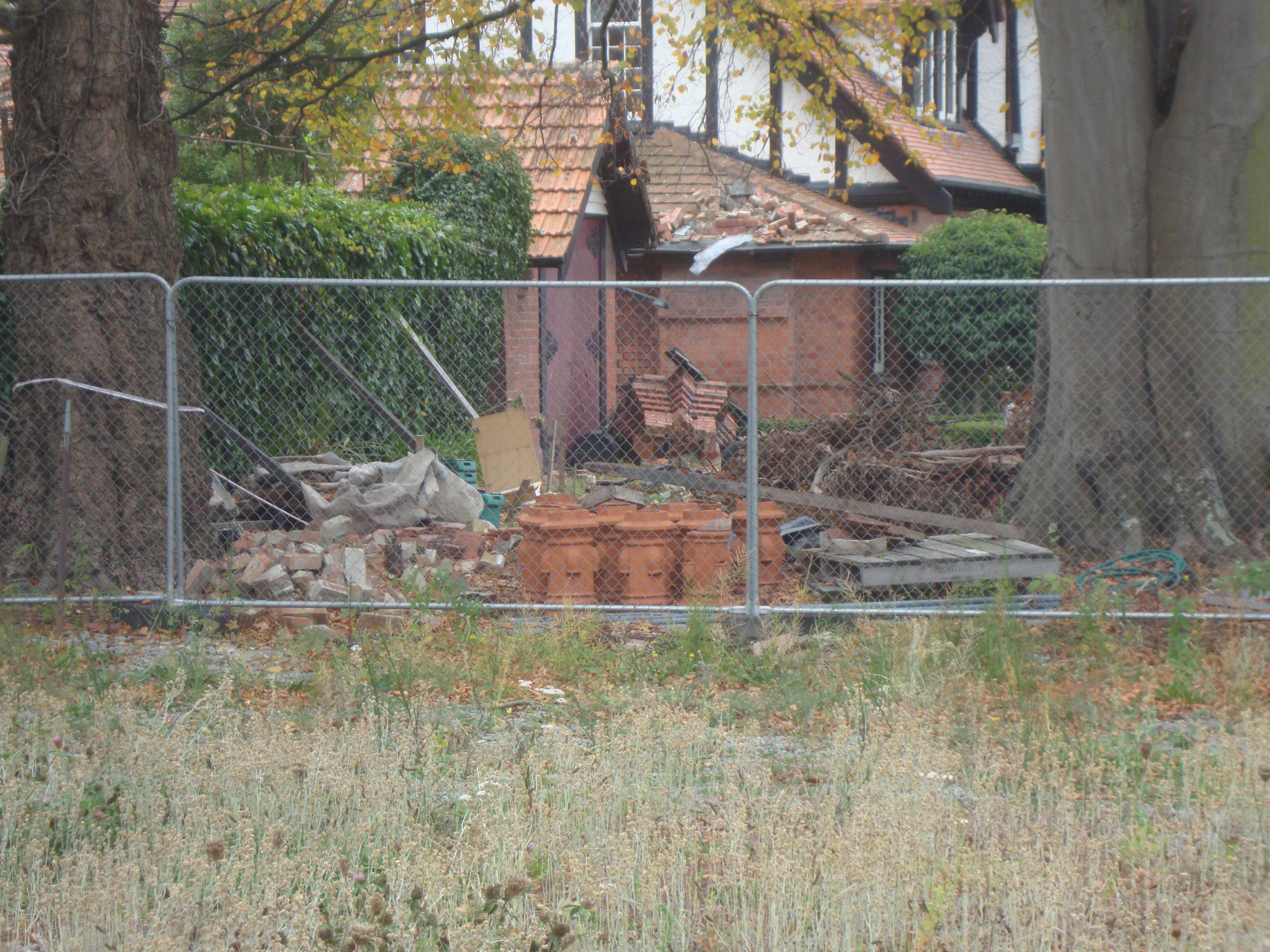
Nach dem Darfield-Erdbeben von 2010
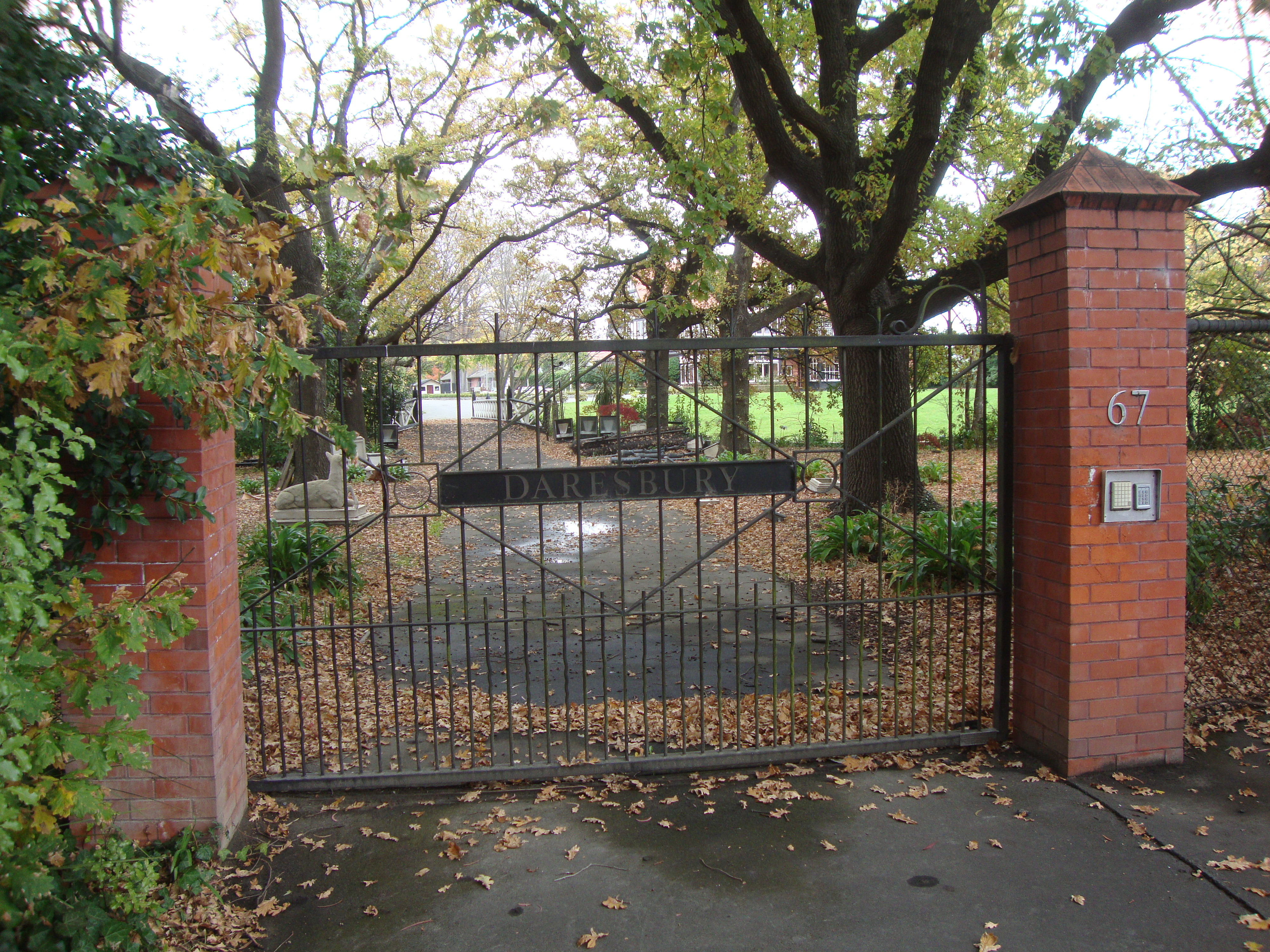
Zufahrt zu Daresbury an der Fendalton Road

Nach dem Darfield-Erdbeben wurden die Schornsteine des Gebäudes heruntergenommen und im Garten des Hauses gelagert.